# يوجينيا غابشينسكا
يوجينيا غابشينسكا هي رسامة أوكرانية.
ولدت في 15 نوفمبر 1974 في خاركيف في عائلة عسكرية، وهي الطفل الخامس في العائلة. في سن الخامسة، ذهبت إلى المدرسة، وفي سن 13 أصبحت طالبة في مدرسة خاركيف للفنون. تخرجت من مدرسة خاركوف للفنون [الإنجليزية] ومعهد خاركوف للفنون [الأوكرانية]، وفي عامي 1996-1997 درست في أكاديمية نورمبرغ للفنون (ألمانيا).
وفي عام 2000، انتقلت إلى كييف، حيث أصبح لديها معرضها الخاص. وهي متزوجة ولها ابنة وابن. يخدم زوجها، دميتري، في هيئة مكافحة الإرهاب منذ عام 2014، ومنذ 24 فبراير 2022، كان في القوات المسلحة الأوكرانية على الجبهة، ويقاتل بالقرب من بخموت.
حتى الآن، شاركت يفغينيا في أكثر من 35 معرضًا ولديها معارض شخصية في كييف ودنيبرو وأوديسا. بدأت نشاطها في الرسم والمعارض في عام 2002. تباع أعمال يوجينيا غابشينسكا بأعلى الأسعار بين الفنانين الأوكرانيين المعاصرين. تتعاون الفنانة مع دار النشر "أ-با-با-ها-لا-ما-ها [الإنجليزية]"، وعلى وجه الخصوص، رسمت رسوم كتاب إيفان مالكوفيتش "ليزا وأحلامها"، وصممت أغلفة لكتاب "تشارلي ومصنع الشوكولاتة"، 2005، و"ماتيلدا"، 2006.
في عام 2008، طرح البريد الأوكراني طوابع "علامات الأبراج" للتداول، والتي صممتها يوجينيا غابشينسكا.
في عام 2010، أدرج كتاب "قصص القراصنة" الذي نشرته "الطفل الذكي"، ورسومات يوجينيا غابشينسكا، في دليل أفضل كتب الأطفال في العالم "الغربان البيضاء 2010"، الذي نشرته مكتبة ميونيخ الدولية للأطفال.
تقيم كل عام أكثر من اثني عشر معرضًا جديدًا في أوكرانيا وروسيا وفرنسا وبلجيكا وإنجلترا وهولندا ودول أخرى. افتتحت معارضها في كييف وأوديسا ودنيبرو. وتحتفظ المتاحف الأوروبية ومجموعات خاصة لعشاق الفن والشخصيات البارزة بأعمالها.
تصمم تقويمات الحائط والأطباق والحقائب والوسائد وما إلى ذلك باستخدام صور لوحاتها. وتحتفظ ألبومات لوحاتها في المكتبات الرائدة في البلاد. منذ عام 2012، تعمل وكالة "Art Nation" على تطوير العلامة التجارية "غابشينسكا" (GAPCHINSKA). في عام 2020، فاز المشروع الذي نفذته شركة ماليا إديزيوني الإيطالية بعلامة "غابشينسكا" (GAPCHINSKA) التجارية في ترشيح "أفضل مشروع نشر مرخص".
كما أصدرت الكثير من الكتب والدفاتر والملصقات للملاحظات والأكواب والحقائب البيئية والملصقات الفنية والألغاز وأكياس العطور التي تحتوي على رسوماتها.